# Jorge Valdez Chamorro
Jorge Vidal Valdez Chamorro (San Vicente, Buenos Aires; 26 de mayo de 1994) es un futbolista paraguayo nacido en Argentina, hijo de paraguayos que se desempeña como centrocampista en el club Club Atlético Atlanta de la Primera B Nacional.

## Biografía
Se inició en el baby fútbol en el Club Las Lomas en la localidad de Guernica. A los 9 años fue recomendado para realizar una prueba en el Club Atlético Lanús, superándola.
Debutó el 20 de mayo de 2013 en un encuentro ante Tigre y ese mismo año obtuvo la Copa Sudamericana.

## Selección juvenil
Representando a Argentina:
- Participó con la Selección Sub-15 en el Sudamericano de Bolivia 2009.
- Participó con la Selección Sub-17 en el Mundial de México de 2011.

## Clubes
| Club                    | País          | Año           | PJ  | Goles |
| ----------------------- | ------------- | ------------- | --- | ----- |
| Lanús                   | Argentina     | 2013-2015     | 42  | 3     |
| Gimnasia y Esgrima (LP) | Argentina     | 2016-2017     | 4   | 0     |
| Nueva Chicago           | Argentina     | 2018-2019     | 23  | 2     |
| Atlanta                 | Argentina     | 2019-2021     | 22  | 6     |
| Club Guaraní            | Paraguay      | 2021          | 16  | 3     |
| Patronato               | Argentina     | 2022-2023     | 59  | 3     |
| Macará                  | Ecuador       | 2024-2025     | 28  | 1     |
| Club Atlético Atlanta   | Argentina     | 2025-Act.     | 7   | 1     |
| Total carrera           | Total carrera | Total carrera | 194 | 18    |

## Palmarés

### Campeonatos nacionales
| Título         | Club      | Sede      | Año  |
| -------------- | --------- | --------- | ---- |
| Copa Argentina | Patronato | Argentina | 2022 |

### Campeonatos internacionales
| Título            | Club  | Sede  | Año  |
| ----------------- | ----- | ----- | ---- |
| Copa Sudamericana | Lanús | Lanús | 2013 |